# War at the Warfield
War at the Warfield – czwarty album koncertowy amerykańskiej thrashmetalowej grupy muzycznej Slayer.
Wydany został 29 lipca 2003 roku nakładem American Recordings na płycie DVD. Wydawnictwo zawiera ostatni koncert grupy, jaki odbył się z perkusistą Paulem Bostaphem z 7 grudnia 2001 roku w San Francisco w stanie Kalifornia. Wydawnictwo zawiera dodatkowo 50 minutowy reportaż o fanach zespołu i teledysk do utworu "Bloodline" z płyty "God Hates Us All".

## Lista utworów
Opracowano na podstawie materiału źródłowego.
| Nr  | Tytuł utworu           | Słowa                     | Muzyka                    | Długość |
| --- | ---------------------- | ------------------------- | ------------------------- | ------- |
| 1.  | „Disciple”             | Kerry King                | Jeff Hanneman             | 03:50   |
| 2.  | „War Ensemble”         | Jeff Hanneman, Tom Araya  | Jeff Hanneman             | 04:52   |
| 3.  | „Stain of Mind”        | Kerry King                | Jeff Hanneman             | 03:27   |
| 4.  | „New Faith”            | Kerry King                | Kerry King                | 03:00   |
| 5.  | „Postmortem”           | Jeff Hanneman             | Jeff Hanneman             | 03:36   |
| 6.  | „Raining Blood”        | Jeff Hanneman, Kerry King | Jeff Hanneman             | 03:27   |
| 7.  | „Hell Awaits”          | Kerry King                | Jeff Hanneman, Kerry King | 05:00   |
| 8.  | „Here Comes the Pain”  | Kerry King                | Kerry King                | 05:07   |
| 9.  | „Die by the Sword”     | Jeff Hanneman             | Jeff Hanneman             | 03:37   |
| 10. | „Dittohead”            | Kerry King                | Kerry King                | 02:32   |
| 11. | „Bloodline”            | Tom Araya, Jeff Hanneman  | Jeff Hanneman, Kerry King | 03:35   |
| 12. | „God Send Death”       | Tom Araya, Jeff Hanneman  | Jeff Hanneman             | 04:34   |
| 13. | „Dead Skin Mask”       | Tom Araya                 | Jeff Hanneman             | 05:12   |
| 14. | „Seasons in the Abyss” | Tom Araya                 | Jeff Hanneman             | 04:08   |
| 15. | „Captor of Sin”        | Jeff Hanneman, Kerry King | Jeff Hanneman, Kerry King | 05:40   |
| 16. | „Mandatory Suicide”    | Tom Araya                 | Jeff Hanneman, Kerry King | 03:58   |
| 17. | „Chemical Warfare”     | Jeff Hanneman, Kerry King | Jeff Hanneman, Kerry King | 05:36   |
| 18. | „South of Heaven”      | Tom Araya                 | Jeff Hanneman             | 04:08   |
| 19. | „Angel of Death”       | Jeff Hanneman             | Jeff Hanneman             | 04:51   |
|     |                        |                           |                           | 1:20:10 |

## Twórcy
Opracowano na podstawie materiału źródłowego.
| Zespół Slayer w składzie - Paul Bostaph - perkusja - Jeff Hanneman - gitara - Kerry King - gitara - Tom Araya - śpiew, gitara basowa | Inni - Eric Braverman - produkcja, producent wykonawczy - David Anthony, Craig Lacombe, Tom Hutten, Matthew Dillon, James C. Moore, Tony Leone, Rod Carmona, Jean Luc Cohen, Christopher Downing, Sue Pemberton, Jessica Jenkins - produkcja - Vincenzo Amato, David Caprio, Thomas Scott, Frank Vu - asystent producenta - Ken "TJ" Gordon, Christine Ogu, Chris "Lumpy" Lagerborg, Joe Weir, Eric Baecht, John Crane, Matt "Fluffy" Hartman - obsługa techniczna - Dino Paredes, David Stelzer, Glenis S. Gross, Nick John, Rick Sales - producent wykonawczy - Matt Hyde - miksowanie - CJ Furtado, Leonard Contreras, Ted Kujawski, Bob Skye - inżynieria dźwięku - Mark Weiss, Alex Lokey - zdjęcia - Robert Cohen - edycja cyfrowa - Jeff Fura - koordynacja produkcji - Anthony M. Bongiovi - reżyseria, montaż |